# Lliga de Santo Antão de futbol
La Lliga de Santo Antão de futbol fou la lliga regional de l'illa de Santo Antão, Cap Verd. Amb la seva desaparició nasqueren els campionats de Santo Antão Nord i Santo Antão Sud.

## Historial
Font:
- 1988-89: Rosariense Clube
- 1989-90: desconegut
- 1990-91: Rosariense Clube
- 1992-93: desconegut
- 1993-94: Rosariense Clube
- 1994-95: Rosariense Clube
- 1995-96: Solpontense Futebol Clube
- 1996-97: Académica do Porto Novo
- 1997-98: desconegut
- 1998-99: Solpontense Futebol Clube
- 1999-00: Solpontense Futebol Clube
- 2000-01: Solpontense Futebol Clube
- 2001-02: Sanjoanense (Porto Novo)